# Svenska dagen
Svenska dagen fejres blandt finlandssvenskerne den 6. november samtidigt med, at Gustav Adolfsdagen fejres i Sverige. Dagen er indstiftet af Svenska Folkpartiet og fejredes første gang i 1908. Dagen havde til hensigt at virke for sammenholdet i den finlandssvenske befolkning og har lige siden fungeret som en slags nationaldag for den svensksprogede del af befolkningen i Finland. 
Svenska dagen er således ældre end både Svenska flaggans dag (der sidenhen er blevet Sveriges nationaldag), som indstiftedes den 6. juni 1916, og Finlands nationaldag, som højtideligholder Finlands selvstændighedsdag, den 6. december 1917.
På Svenska dagen synges Modersmålets sång, med tekst og musik af Johan Fridolf Hagfors. Dagen er desuden en stor festdag med middagsgæster og underholdning i de større byer samt med aktiviteter i foreninger, børnehaver og skoler over hele Svenskfinland. Det er blevet sagt, at den egentlige glæde ved Svenska dagen er, at man i byer som Helsingfors og Åbo kan gå rundt i byen hele dagen og tale svensk med de fleste af de personer, man møder. I dag tales der sjældent om, at dagen også er Gustav Adolfsdagen, og endnu mindre om mindet over heltekongen, sådan som det fra starten udtrykkeligt var en del af tanken bag festdagen:
Gustaf II Adolf är vår historias största minne, väl värt att bliva den medelpunkt, kring vilken Finlands svenska befolkning skrider till samling på en dag, då denna ur sina hävder vill hämta nytt mod och nya krafter i striden för sin rätt att vara sig själv, att bevara sin nationalitet.
Sådan skrev Axel Lille, Svenska Folkpartiets grundlægger, i en avisartikel, den 6. november 1908.

## Link
- Folktinget om Svenska dagen Arkiveret 10. februar 2007 hos  Wayback Machine
- Svenska dagen firar 100 år Arkiveret 14. januar 2022 hos  Wayback Machine